# Eerste Oostenrijkse Republiek

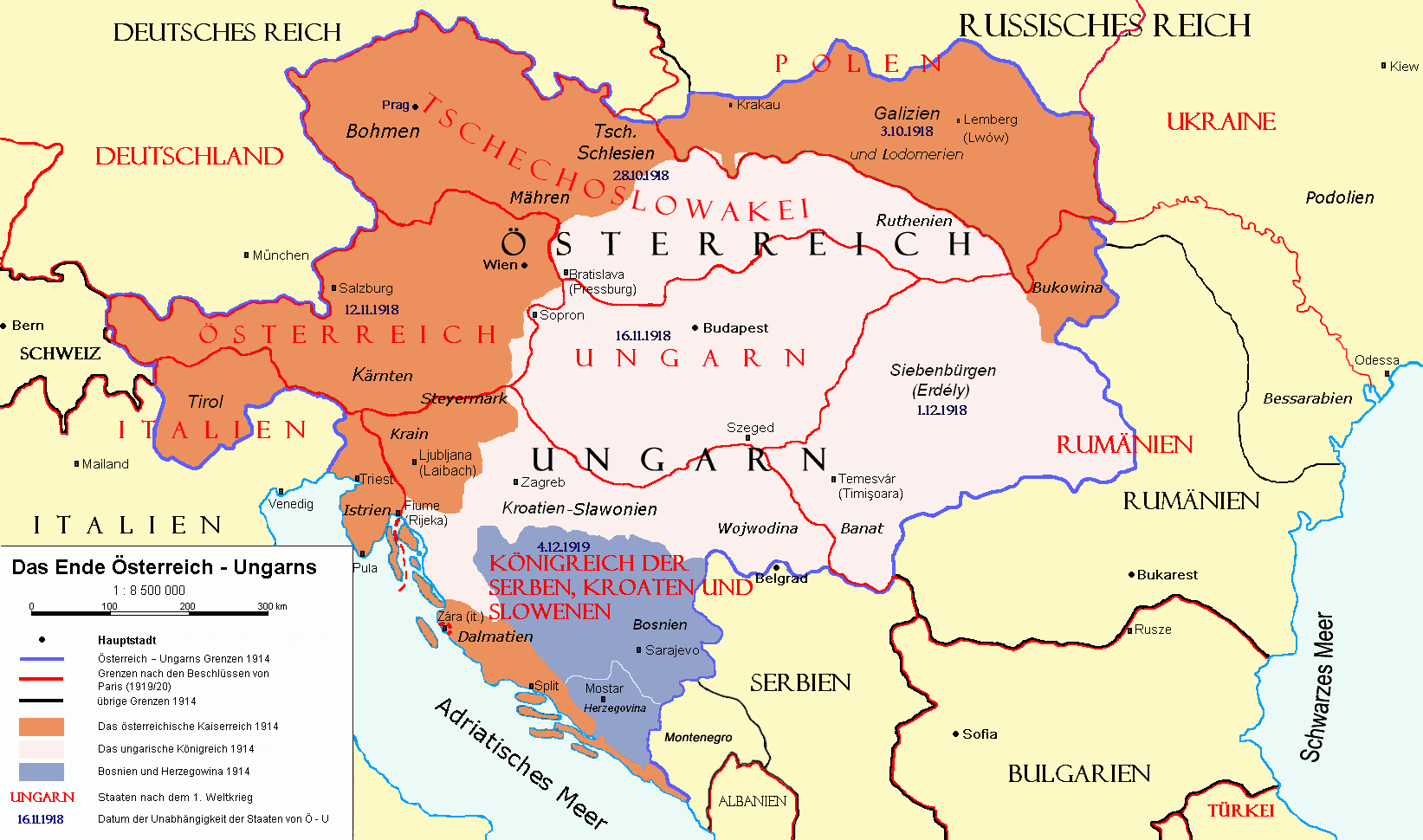
Oostenrijk in de voormalige monarchie Oostenrijk-Hongarije

De Eerste Oostenrijkse Republiek was de Republiek Oostenrijk na het uiteenvallen van Oostenrijk-Hongarije na de Eerste Wereldoorlog. De republiek probeerde zich aanvankelijk aan te sluiten bij Duitsland (zie Republiek Duits-Oostenrijk), maar dit mislukte na protest van Frankrijk en het Verenigd Koninkrijk. Na de Anschluss met nazi-Duitsland in 1938 hield de republiek op te bestaan.

## Oprichting
In 1919 werd met het Verdrag van Saint-Germain de vrede met Oostenrijk getekend. Een van de afspraken was dat de Republiek Duits-Oostenrijk werd opgeheven, mede omdat het verdrag verbood Oostenrijk met Duitsland te laten samengaan. Sudetenland werd toegekend aan Tsjecho-Slowakije, Zuid-Tirol aan Italië en het zuidelijk deel van het Hertogdom Stiermarken aan het Koninkrijk der Serven, Kroaten en Slovenen. Volgens de Duitse bevolking in die gebieden ging dit in tegen de bedoelingen van Amerikaans president Wilson, die overal in Europa het recht op zelfbeschikking verkondigde.
Met de ondertekening van het Verdrag van Saint-Germain slaagde Oostenrijk er wel in twee gebieden te winnen. Het zuidoosten van Karinthië, voornamelijk door Slovenen bewoond, bleef bij Oostenrijk horen doordat in een referendum de aansluiting bij het Koninkrijk der Serven, Kroaten en Slovenen werd verworpen. Ook het Duitstalige Burgenland, sinds 1647 deel van Hongarije, werd op 28 augustus 1921 bij Oostenrijk gevoegd. De stad Sopron bleef echter bij Hongarije horen.

## De eerste jaren
Na de oorlog werd Oostenrijk geregeerd door een brede coalitie van linkse en rechtse partijen, die veel sociale wetgeving bracht. De grondwet van Oostenrijk werd opgetekend in 1920 en herzien in 1929. Desondanks bleef het lastig om de staat te besturen. Economisch sterke regio's hoorden nu immers bij andere staten. Daardoor was bijvoorbeeld de productie in de mijnbouw sterk afgenomen. Uiteindelijk werd besloten het spoorwegnet versneld te elektrificeren. In 1920 was de Christelijk-Sociale Partij aan de macht, die nauwe banden had met de Rooms-Katholieke Kerk. De eerste kanselier van deze partij, Ignaz Seipel, probeerde een samenwerking tussen de kerk en rijke industriëlen te bewerkstelligen. In 1921 werd de onafhankelijke Hongaarse Lajtabánság door Oostenrijkse bezetting aan het gebied toegevoegd.
De eerste tien jaar van het bestaan van de Eerste Republiek ging niet onopgemerkt voorbij dankzij de constante politieke confrontaties tussen links en rechts en de aanwezigheid van paramilitairen op de straten in het hele land. Een van deze confrontaties resulteerde in de Juliopstand van 1927. Deze werd met geweld neergeslagen door de Oostenrijkse politie. Het geweld hield aan tot Engelbert Dollfuß in 1932 kanselier werd.
Dollfuß, kanselier namens de Christelijk-Sociale Partij, leidde het land naar een semi-fascistische dictatuur. In 1933 zette hij het parlement buiten spel. De concurrentie van het nationaalsocialisme en het oprukkende socialisme leidde tot de oprichting van een eenpartijstaat, waarin alleen het Vaderlands Front was toegestaan. Ieder pro-Duits geluid en elk pronazigeluid werd de kop in gedrukt. Dit liep uit in een korte maar hevige burgeroorlog, die in het voordeel van de regering werd beslecht. Na het verslaan van de socialisten voerde Dollfuß een corporatieve grondwet in. In juli 1934 werd Dollfuß bij een mislukte nazi-staatsgreep vermoord. Zijn opvolger was Kurt von Schuschnigg. Von Schuschnigg voerde dezelfde politiek als Dollfuß en hield het verbod op nazisme in stand, en verbood tevens de Heimwehr in 1936.
Met de komst van het austrofascisme, dat in 1934 een eigen grondwet maakte, was Oostenrijk niet langer een republiek maar een federatie. Om deze reden beweren sommige historici dat de republiek al in 1934 ophield met bestaan. 